# Nutrien
Nutrien er en canadisk producent af kunstgødning med hovedkvarter i Saskatoon. Det er verdens største producent af potaske og blandt de største producenter af kvælstofkunstgødning. De har over 1.500 forhandlere og over 23.100 ansatte. Selskabet blev etableret i 2018 ved en fusion mellem PotashCorp og Agrium.